# Dětřich II. (opat)
Dětřich II. OPraem. byl římskokatolický kněz, premonstrátský kanovník a v letech 1262–1264 opat kanonie v Zábrdovicích.
Opatem v Zábrdovicích byl pouze dva roky. Během této doby trpěl klášter velkou bídou. Proto prodal klášterní ves Diváky brněnským herburgám (začleněným do řádu augustiniánek) za 120 hřiven stříbra v hotovosti s tím, že bude možné ves opět vykoupit. 